# Karl Landsberg
Karl Josef Landsberg (Örebro, 13 de maio de 1890 — Örebro, 4 de agosto de 1964) foi um ciclista sueco. Competiu como representante de seu país, Suécia, em duas provas de ciclismo de estrada nos Jogos Olímpicos de Verão de 1912, disputadas na cidade de Estocolmo.